# Rhipidia maculata
Rhipidia maculata là một loài ruồi trong họ Limoniidae. Chúng phân bố ở Chúng phân bố ở miền Cổ bắc và miền Tân bắc.

## Hình ảnh

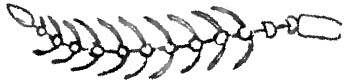
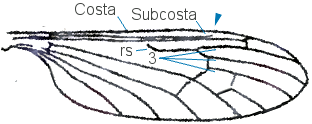

- Tư liệu liên quan tới Rhipidia maculata tại Wikimedia Commons